# RBC羅辛達
RBC羅辛達是一間位於北布拉班特省罗森达尔的荷蘭足球會。

## 歷史
羅辛達在1912年7月31日成立。此球會原本被稱為Excelsior，隨後又在1920年被改名為VV 羅辛達(VV Roosendaal)。在1927年7月16日, 球隊改名成Roosendaal Boys Combinatie (RBC)。在2001年之前，羅辛達的主場有2000個座位和5000個企位。2001年，羅辛達的主場減為只有5000個座位的球場。在降班之前，羅辛達為在荷蘭足球甲級聯賽規模最細的球會。

## 球會榮譽
- 荷蘭盃

- 亞軍: 1986年

- 升班到荷蘭甲組足球聯賽

- 升班: 2000年, 2002年

## 著名球員
- 皮埃爾·雲賀當

## 外部連結
- Official website（页面存档备份，存于） （荷兰文）
- RBC-Forum （荷兰文）